# Jazz++
Jazz++ est un séquenceur MIDI libre. Il est disponible pour Microsoft Windows et GNU/Linux.

## Fonctionnalités

### Compatibilité avec les standards midi
Jazz++ supporte les standards midi suivant :
- General MIDI
- GS : Extension du General MIDI de Roland
- XG : Extension du General MIDI de Yamaha

### Générateurs
Jazz++ comporte aussi des générateurs diverses :
- Un générateur de rythme
- Un générateur d'accords
- Un générateur de mélodie
- Ainsi qu'un générateur d'arpège

### Un éditeur graphique
Jazz++ possède un éditeur graphique simple à prendre en main.